# Linthal (Haut-Rhin)
Linthal is een gemeente in het Franse departement Haut-Rhin (regio Grand Est) en telt 575 inwoners (1999). De plaats maakt deel uit van het arrondissement Guebwiller.

## Geografie
De oppervlakte van Linthal bedraagt 20,5 km², de bevolkingsdichtheid is 28,0 inwoners per km².
De onderstaande kaart toont de ligging van Linthal (Haut-Rhin) met de belangrijkste infrastructuur en aangrenzende gemeenten.

## Demografie
Onderstaande figuur toont het verloop van het inwonertal (bron: INSEE-tellingen).